# Czech Cycling Tour 2015
La 6e édition du Czech Cycling Tour a eu lieu du 13 au 16 août 2015. La course fait partie du calendrier UCI Europe Tour 2015 en catégorie 2.1.
Elle a été remportée par le Tchèque Petr Vakoč (Etixx-Quick Step), vainqueur du contre-la-montre par équipes de la première étape, qui s'impose devant ses deux compatriotes Jan Bárta (Bora-Argon 18) de cinq secondes et son coéquipier, lauréat également du contre-la-montre par équipes mais aussi de la quatrième étape, Zdeněk Štybar de trente secondes.
Štybar s'adjuge le classement par points tandis que le Néerlandais Oscar Riesebeek (Metec-TKH-Mantel) gagne celui de la montagne. Le Tchèque Michal Schlegel (AWT-Greenway) finit meilleur jeune, Vakoč premier Tchèque du général et sa formation belge Etixx-Quick Step meilleure équipe.

## Présentation

### Équipes
Classé en catégorie 2.1 de l'UCI Europe Tour, le Czech Cycling Tour est par conséquent ouvert aux WorldTeams dans la limite de 50 % des équipes participantes, aux équipes continentales professionnelles, aux équipes continentales et aux équipes nationales.
Vingt-trois équipes participent à ce Czech Cycling Tour - une WorldTeam, trois équipes continentales professionnelles, dix-huit équipes continentales et une équipe nationale :
| UCI WorldTeam    | UCI WorldTeam | UCI WorldTeam |
| Nom de l'équipe  | Pays          | Code          |
| ---------------- | ------------- | ------------- |
| Etixx-Quick Step | Belgique      | EQS           |

| Équipes continentales professionnelles | Équipes continentales professionnelles | Équipes continentales professionnelles |
| Nom de l'équipe                        | Pays                                   | Code                                   |
| -------------------------------------- | -------------------------------------- | -------------------------------------- |
| Bora-Argon 18                          | Allemagne                              | BOA                                    |
| CCC Sprandi Polkowice                  | Pologne                                | CCC                                    |
| RusVelo                                | Russie                                 | RVL                                    |

| Équipes continentales   | Équipes continentales | Équipes continentales |
| Nom de l'équipe         | Pays                  | Code                  |
| ----------------------- | --------------------- | --------------------- |
| ActiveJet               | Pologne               | AJT                   |
| Adria Mobil             | Slovénie              | ADR                   |
| Amore & Vita-Selle SMP  | Ukraine               | AMO                   |
| Amplatz-BMC             | Autriche              | AMP                   |
| AWT-Greenway            | Tchéquie              | AWT                   |
| ColoQuick               | Danemark              | TCQ                   |
| Felbermayr Simplon Wels | Autriche              | RWS                   |
| GM                      | Italie                | GMC                   |
| Itera-Katusha           | Russie                | TIK                   |
| Jo Piels                | Pays-Bas              | CJP                   |
| Kemo Dukla Trenčín      | Slovaquie             | DUK                   |
| Leopard Development     | Luxembourg            | LDT                   |
| Metec-TKH-Mantel        | Pays-Bas              | MET                   |
| Stölting                | Allemagne             | STG                   |
| Synergy Baku Project    | Azerbaïdjan           | BCP                   |
| Unieuro Wilier          | Italie                | UNI                   |
| Vorarlberg              | Autriche              | VBG                   |
| Whirlpool-Author        | Tchéquie              | WHI                   |

| Équipe nationale                       | Équipe nationale | Équipe nationale |
| Nom de l'équipe                        | Pays             | Code             |
| -------------------------------------- | ---------------- | ---------------- |
| Équipe nationale de République tchèque | Tchéquie         | CZE              |

## Étapes
| Étape     | Date    | Villes étapes         | type                         | Distance (km) | Vainqueur d'étape | Leader du classement général |
| --------- | ------- | --------------------- | ---------------------------- | ------------- | ----------------- | ---------------------------- |
| 1re étape | 13 août | Uničov – Uničov       | contre-la-montre par équipes | 20,4          | Etixx-Quick Step  | Zdeněk Štybar                |
| 2e étape  | 14 août | Olomouc – Uničov      | étape de plaine              | 178           | Fernando Gaviria  | Fernando Gaviria             |
| 3e étape  | 15 août | Mohelnice – Šternberk | étape vallonnée              | 199           | Leopold König     | Petr Vakoč                   |
| 4e étape  | 16 août | Olomouc – Dolany      | étape vallonnée              | 144,9         | Zdeněk Štybar     | Petr Vakoč                   |

## Déroulement de la course

### 1reétape
| Classement de l'étape | Classement de l'étape   | Classement de l'étape | Classement de l'étape |
|                       | Équipe                  | Pays                  | Temps                 |
| --------------------- | ----------------------- | --------------------- | --------------------- |
| 1re                   | Etixx-Quick Step        | Belgique              | en 23 min 38 s        |
| 2e                    | Bora-Argon 18           | Allemagne             | + 10 s                |
| 3e                    | CCC Sprandi Polkowice   | Pologne               | + 25 s                |
| 4e                    | RusVelo                 | Russie                | + 45 s                |
| 5e                    | Itera-Katusha           | Russie                | + 52 s                |
| 6e                    | ActiveJet               | Pologne               | + 55 s                |
| 7e                    | Whirlpool-Author        | Tchéquie              | + 55 s                |
| 8e                    | Felbermayr Simplon Wels | Autriche              | + 1 min 0 s           |
| 9e                    | AWT-Greenway            | Tchéquie              | + 1 min 2 s           |
| 10e                   | Vorarlberg              | Autriche              | + 1 min 12 s          |
| modifier              |                         |                       |                       |

| Classement général | Classement général  | Classement général | Classement général | Classement général |
|                    | Coureur             | Pays               | Équipe             | Temps              |
| ------------------ | ------------------- | ------------------ | ------------------ | ------------------ |
| 1er                | Zdeněk Štybar       | Tchéquie           | Etixx-Quick Step   | en 23 min 38 s     |
| 2e                 | Pieter Serry        | Belgique           | Etixx-Quick Step   | + 0 s              |
| 3e                 | Petr Vakoč          | Tchéquie           | Etixx-Quick Step   | + 0 s              |
| 4e                 | Fernando Gaviria    | Colombie           | Etixx-Quick Step   | + 0 s              |
| 5e                 | Iljo Keisse         | Belgique           | Etixx-Quick Step   | + 0 s              |
| 6e                 | Jan Bárta           | Tchéquie           | Bora-Argon 18      | + 10 s             |
| 7e                 | Christoph Pfingsten | Allemagne          | Bora-Argon 18      | + 10 s             |
| 8e                 | Gregor Mühlberger   | Autriche           | Bora-Argon 18      | + 10 s             |
| 9e                 | Scott Thwaites      | Royaume-Uni        | Bora-Argon 18      | + 10 s             |
| 10e                | Andreas Schillinger | Allemagne          | Bora-Argon 18      | + 10 s             |
| modifier           |                     |                    |                    |                    |

### 2eétape
| Classement de l'étape | Classement de l'étape    | Classement de l'étape | Classement de l'étape | Classement de l'étape |
|                       | Coureur                  | Pays                  | Équipe                | Temps                 |
| --------------------- | ------------------------ | --------------------- | --------------------- | --------------------- |
| 1er                   | Fernando Gaviria         | Colombie              | Etixx-Quick Step      | en 4 h 31 min 41 s    |
| 2e                    | Paweł Franczak           | Pologne               | ActiveJet             | + 0 s                 |
| 3e                    | Daniel Schorn            | Autriche              | Bora-Argon 18         | + 0 s                 |
| 4e                    | Alois Kaňkovský          | Tchéquie              | Whirlpool-Author      | + 0 s                 |
| 5e                    | Jan Bárta                | Tchéquie              | Bora-Argon 18         | + 0 s                 |
| 6e                    | Zdeněk Štybar            | Tchéquie              | Etixx-Quick Step      | + 0 s                 |
| 7e                    | Pieter Serry             | Belgique              | Etixx-Quick Step      | + 0 s                 |
| 8e                    | Petr Vakoč               | Tchéquie              | Etixx-Quick Step      | + 0 s                 |
| 9e                    | Michal Schlegel          | Tchéquie              | AWT-Greenway          | + 0 s                 |
| 10e                   | Przemysław Kasperkiewicz | Pologne               | AWT-Greenway          | + 5 s                 |
| modifier              |                          |                       |                       |                       |

| Classement général | Classement général       | Classement général | Classement général | Classement général |
|                    | Coureur                  | Pays               | Équipe             | Temps              |
| ------------------ | ------------------------ | ------------------ | ------------------ | ------------------ |
| 1er                | Fernando Gaviria         | Colombie           | Etixx-Quick Step   | en 4 h 55 min 9 s  |
| 2e                 | Zdeněk Štybar            | Tchéquie           | Etixx-Quick Step   | + 9 s              |
| 3e                 | Pieter Serry             | Belgique           | Etixx-Quick Step   | + 10 s             |
| 4e                 | Petr Vakoč               | Tchéquie           | Etixx-Quick Step   | + 10 s             |
| 5e                 | Daniel Schorn            | Autriche           | Bora-Argon 18      | + 16 s             |
| 6e                 | Jan Bárta                | Tchéquie           | Bora-Argon 18      | + 20 s             |
| 7e                 | Paweł Franczak           | Pologne            | ActiveJet          | + 59 s             |
| 8e                 | Alois Kaňkovský          | Tchéquie           | Whirlpool-Author   | + 1 min 5 s        |
| 9e                 | Michal Schlegel          | Tchéquie           | AWT-Greenway       | + 1 min 12 s       |
| 10e                | Przemysław Kasperkiewicz | Pologne            | AWT-Greenway       | + 1 min 17 s       |
| modifier           |                          |                    |                    |                    |

### 3eétape
| Classement de l'étape | Classement de l'étape | Classement de l'étape | Classement de l'étape                  | Classement de l'étape |
|                       | Coureur               | Pays                  | Équipe                                 | Temps                 |
| --------------------- | --------------------- | --------------------- | -------------------------------------- | --------------------- |
| 1er                   | Leopold König         | Tchéquie              | Équipe nationale de République tchèque | en 4 h 55 min 47 s    |
| 2e                    | Karel Hník            | Tchéquie              | Équipe nationale de République tchèque | + 31 s                |
| 3e                    | Jan Bárta             | Tchéquie              | Bora-Argon 18                          | + 31 s                |
| 4e                    | Paweł Cieślik         | Pologne               | Whirlpool-Author                       | + 31 s                |
| 5e                    | Petr Vakoč            | Tchéquie              | Etixx-Quick Step                       | + 31 s                |
| 6e                    | Matija Kvasina        | Croatie               | Felbermayr Simplon Wels                | + 31 s                |
| 7e                    | Víctor de la Parte    | Espagne               | Vorarlberg                             | + 31 s                |
| 8e                    | Jan Hirt              | Tchéquie              | CCC Sprandi Polkowice                  | + 36 s                |
| 9e                    | Pieter Serry          | Belgique              | Etixx-Quick Step                       | + 1 min 18 s          |
| 10e                   | Sergey Pomoshnikov    | Russie                | Itera-Katusha                          | + 1 min 18 s          |
| modifier              |                       |                       |                                        |                       |

| Classement général | Classement général | Classement général | Classement général      | Classement général |
|                    | Coureur            | Pays               | Équipe                  | Temps              |
| ------------------ | ------------------ | ------------------ | ----------------------- | ------------------ |
| 1er                | Petr Vakoč         | Tchéquie           | Etixx-Quick Step        | en 9 h 51 min 37 s |
| 2e                 | Jan Bárta          | Tchéquie           | Bora-Argon 18           | + 6 s              |
| 3e                 | Pieter Serry       | Belgique           | Etixx-Quick Step        | + 47 s             |
| 4e                 | Zdeněk Štybar      | Tchéquie           | Etixx-Quick Step        | + 56 s             |
| 5e                 | Paweł Cieślik      | Pologne            | Whirlpool-Author        | + 1 min 21 s       |
| 6e                 | Michal Schlegel    | Tchéquie           | AWT-Greenway            | + 1 min 49 s       |
| 7e                 | Jochem Hoekstra    | Pays-Bas           | Jo Piels                | + 2 min 35 s       |
| 8e                 | Jan Hirt           | Tchéquie           | CCC Sprandi Polkowice   | + 4 min 5 s        |
| 9e                 | Paweł Franczak     | Pologne            | ActiveJet               | + 4 min 34 s       |
| 10e                | Matija Kvasina     | Croatie            | Felbermayr Simplon Wels | + 4 min 35 s       |
| modifier           |                    |                    |                         |                    |

### 4eétape
| Classement de l'étape | Classement de l'étape | Classement de l'étape | Classement de l'étape | Classement de l'étape |
|                       | Coureur               | Pays                  | Équipe                | Temps                 |
| --------------------- | --------------------- | --------------------- | --------------------- | --------------------- |
| 1er                   | Zdeněk Štybar         | Tchéquie              | Etixx-Quick Step      | en 3 h 30 min 7 s     |
| 2e                    | Gregor Mühlberger     | Autriche              | Bora-Argon 18         | + 0 s                 |
| 3e                    | Stefan Schumacher     | Allemagne             | CCC Sprandi Polkowice | + 0 s                 |
| 4e                    | Lennard Kämna         | Allemagne             | Stölting              | + 0 s                 |
| 5e                    | Pieter Serry          | Belgique              | Etixx-Quick Step      | + 0 s                 |
| 6e                    | Marco D'Urbano        | Italie                | GM                    | + 16 s                |
| 7e                    | Petr Vakoč            | Tchéquie              | Etixx-Quick Step      | + 16 s                |
| 8e                    | Maximilian Kuen       | Autriche              | Amplatz-BMC           | + 16 s                |
| 9e                    | Manuel Ciucci         | Italie                | GM                    | + 16 s                |
| 10e                   | Oscar Riesebeek       | Pays-Bas              | Metec-TKH-Mantel      | + 16 s                |
| modifier              |                       |                       |                       |                       |

## Classements finals

### Classement général final
| Classement général final | Classement général final | Classement général final | Classement général final               | Classement général final |
|                          | Coureur                  | Pays                     | Équipe                                 | Temps                    |
| ------------------------ | ------------------------ | ------------------------ | -------------------------------------- | ------------------------ |
| 1er                      | Petr Vakoč               | Tchéquie                 | Etixx-Quick Step                       | en 13 h 22 min 0 s       |
| 2e                       | Jan Bárta                | Tchéquie                 | Bora-Argon 18                          | + 5 s                    |
| 3e                       | Zdeněk Štybar            | Tchéquie                 | Etixx-Quick Step                       | + 30 s                   |
| 4e                       | Pieter Serry             | Belgique                 | Etixx-Quick Step                       | + 31 s                   |
| 5e                       | Paweł Cieślik            | Pologne                  | Whirlpool-Author                       | + 1 min 21 s             |
| 6e                       | Michal Schlegel          | Tchéquie                 | AWT-Greenway                           | + 1 min 49 s             |
| 7e                       | Jochem Hoekstra          | Pays-Bas                 | Jo Piels                               | + 2 min 35 s             |
| 8e                       | Stefan Schumacher        | Allemagne                | CCC Sprandi Polkowice                  | + 4 min 27 s             |
| 9e                       | Matija Kvasina           | Croatie                  | Felbermayr Simplon Wels                | + 4 min 35 s             |
| 10e                      | Leopold König            | Tchéquie                 | Équipe nationale de République tchèque | + 4 min 35 s             |
| modifier                 |                          |                          |                                        |                          |

### Classements annexes
| Classement par points | Classement par points | Classement par points | Classement par points | Classement par points |
| --------------------- | --------------------- | --------------------- | --------------------- | --------------------- |
|                       | Coureur               | Pays                  | Équipe                | Point(s)              |
| 1er                   | Zdeněk Štybar         | Tchéquie              | Etixx-Quick Step      | 36 points             |
| 2e                    | Petr Vakoč            | Tchéquie              | Etixx-Quick Step      | 29 pts                |
| 3e                    | Jan Bárta             | Tchéquie              | Bora-Argon 18         | 29 pts                |
| modifier              |                       |                       |                       |                       |

| Classement de la montagne | Classement de la montagne | Classement de la montagne | Classement de la montagne | Classement de la montagne |
| ------------------------- | ------------------------- | ------------------------- | ------------------------- | ------------------------- |
|                           | Coureur                   | Pays                      | Équipe                    | Point(s)                  |
| 1er                       | Oscar Riesebeek           | Pays-Bas                  | Metec-TKH-Mantel          | 28 points                 |
| 2e                        | Tomáš Bucháček            | Tchéquie                  | Whirlpool-Author          | 18 pts                    |
| 3e                        | Joey van Rhee             | Pays-Bas                  | Jo Piels                  | 15 pts                    |
| modifier                  |                           |                           |                           |                           |

| Classement du meilleur jeune | Classement du meilleur jeune | Classement du meilleur jeune | Classement du meilleur jeune | Classement du meilleur jeune |
|                              | Coureur                      | Pays                         | Équipe                       | Temps                        |
| ---------------------------- | ---------------------------- | ---------------------------- | ---------------------------- | ---------------------------- |
| 1er                          | Michal Schlegel              | Tchéquie                     | AWT-Greenway                 | en 13 h 23 min 49 s          |
| 2e                           | Fernando Gaviria             | Colombie                     | Etixx-Quick Step             | + 9 min 43 s                 |
| 3e                           | Gregor Mühlberger            | Autriche                     | Bora-Argon 18                | + 11 min 58 s                |
| modifier                     |                              |                              |                              |                              |

| Classement du meilleur Tchèque | Classement du meilleur Tchèque | Classement du meilleur Tchèque | Classement du meilleur Tchèque | Classement du meilleur Tchèque |
|                                | Coureur                        | Pays                           | Équipe                         | Temps                          |
| ------------------------------ | ------------------------------ | ------------------------------ | ------------------------------ | ------------------------------ |
| 1er                            | Petr Vakoč                     | Tchéquie                       | Etixx-Quick Step               | en 13 h 22 min 0 s             |
| 2e                             | Jan Bárta                      | Tchéquie                       | Bora-Argon 18                  | + 5 s                          |
| 3e                             | Zdeněk Štybar                  | Tchéquie                       | Etixx-Quick Step               | + 30 s                         |
| modifier                       |                                |                                |                                |                                |

| \| Classement par équipes[7] \| Classement par équipes[7] \| Classement par équipes[7] \| Classement par équipes[7] \| \| \| Équipe \| Pays \| Temps \| \| ------------------------- \| ------------------------- \| ------------------------- \| ------------------------- \| \| 1re \| Etixx-Quick Step \| Belgique \| en 40 h 7 min 12 s \| \| 2e \| Whirlpool-Author \| Tchéquie \| + 17 min 7 s \| \| 3e \| Bora-Argon 18 \| Allemagne \| + 18 min 34 s \| \| modifier \| \| \| \| |                  |           |                    |
| Classement par équipes |                  |           |                    |
| | Équipe           | Pays      | Temps              |
| 1re | Etixx-Quick Step | Belgique  | en 40 h 7 min 12 s |
| 2e | Whirlpool-Author | Tchéquie  | + 17 min 7 s       |
| 3e | Bora-Argon 18    | Allemagne | + 18 min 34 s      |
| modifier |                  |           |                    |

### UCI Europe Tour
Ce Czech Cycling Tour attribue des points pour l'UCI Europe Tour 2015, par équipes seulement aux coureurs des équipes continentales professionnelles et continentales, individuellement à tous les coureurs sauf ceux faisant partie d'une équipe ayant un label WorldTeam.
| Position,          | 1er | 2e | 3e | 4e | 5e | 6e | 7e | 8e | 9e | 10e | 11e | 12e |
| Classement général | 80  | 56 | 32 | 24 | 20 | 16 | 12 | 8  | 7  | 6   | 5   | 3   |
| Par étape          | 16  | 11 | 6  | 5  | 4  | 2  |    |    |    |     |     |     |
| Leader, par étape  | 8   |    |    |    |    |    |    |    |    |     |     |     |

| Cycliste             | Équipe                                 | Général | Étape | Leader | Total |
| -------------------- | -------------------------------------- | ------- | ----- | ------ | ----- |
| Jan Bárta            | Bora-Argon 18                          | 58,75   | 10    | -      | 68,75 |
| Fernando Gaviria     | Etixx-Quick Step                       | -       | 20    | 8      | 28    |
| Paweł Cieślik        | Whirlpool-Author                       | 20      | 5     | -      | 25    |
| Michal Schlegel      | AWT-Greenway                           | 16      | -     | -      | 16    |
| Stefan Schumacher    | CCC Sprandi Polkowice                  | 8       | 7,5   | -      | 15,5  |
| Gregor Mühlberger    | Bora-Argon 18                          | -       | 13,75 | -      | 13,75 |
| Jochem Hoekstra      | Jo Piels                               | 12      | -     | -      | 12    |
| Paweł Franczak       | ActiveJet                              | -       | 11,5  | -      | 11,5  |
| Karel Hník           | Équipe nationale de République tchèque | -       | 11    | -      | 11    |
| Matija Kvasina       | Felbermayr Simplon Wels                | 7       | 2     | -      | 9     |
| Daniel Schorn        | Bora-Argon 18                          | -       | 8,75  | -      | 8,75  |
| Víctor de la Parte   | Vorarlberg                             | 5       | -     | -      | 5     |
| Lennard Kämna        | Stölting                               | -       | 5     | -      | 5     |
| Alois Kaňkovský      | Whirlpool-Author                       | -       | 5     | -      | 5     |
| Nikolay Mihaylov     | CCC Sprandi Polkowice                  | 3       | 1,5   | -      | 4,5   |
| Phil Bauhaus         | Bora-Argon 18                          | -       | 2,75  | -      | 2,75  |
| Christoph Pfingsten  | Bora-Argon 18                          | -       | 2,75  | -      | 2,75  |
| Andreas Schillinger  | Bora-Argon 18                          | -       | 2,75  | -      | 2,75  |
| Scott Thwaites       | Bora-Argon 18                          | -       | 2,75  | -      | 2,75  |
| Marco D'Urbano       | GM                                     | -       | 2     | -      | 2     |
| Piotr Brożyna        | CCC Sprandi Polkowice                  | -       | 1,5   | -      | 1,5   |
| Josef Černý          | CCC Sprandi Polkowice                  | -       | 1,5   | -      | 1,5   |
| Jan Hirt             | CCC Sprandi Polkowice                  | -       | 1,5   | -      | 1,5   |
| Bartłomiej Matysiak  | CCC Sprandi Polkowice                  | -       | 1,5   | -      | 1,5   |
| Sylwester Szmyd      | CCC Sprandi Polkowice                  | -       | 1,5   | -      | 1,5   |
| Ivan Balykin         | RusVelo                                | -       | 1,25  | -      | 1,25  |
| Roman Maikin         | RusVelo                                | -       | 1,25  | -      | 1,25  |
| Artem Ovechkin       | RusVelo                                | -       | 1,25  | -      | 1,25  |
| Kirill Pozdnyakov    | RusVelo                                | -       | 1,25  | -      | 1,25  |
| Alexander Rybakov    | RusVelo                                | -       | 1,25  | -      | 1,25  |
| Andrey Solomennikov  | RusVelo                                | -       | 1,25  | -      | 1,25  |
| Maxim Pokidov        | Itera-Katusha                          | -       | 1     | -      | 1     |
| Sergey Pomoshnikov   | Itera-Katusha                          | -       | 1     | -      | 1     |
| Anton Samokhvalov    | Itera-Katusha                          | -       | 1     | -      | 1     |
| Dimitry Samokhvalov  | Itera-Katusha                          | -       | 1     | -      | 1     |
| Paweł Bernas         | ActiveJet                              | -       | 0,5   | -      | 0,5   |
| Łukasz Bodnar        | ActiveJet                              | -       | 0,5   | -      | 0,5   |
| Jesús Ezquerra       | ActiveJet                              | -       | 0,5   | -      | 0,5   |
| Mario González Salas | ActiveJet                              | -       | 0,5   | -      | 0,5   |
| Kamil Gradek         | ActiveJet                              | -       | 0,5   | -      | 0,5   |
| Michał Podlaski      | ActiveJet                              | -       | 0,5   | -      | 0,5   |

## Évolution des classements
| Étape              | Vainqueur          | Classement général | Classement par points | Classement de la montagne | Classement du meilleur jeune | Classement du meilleur Tchèque | Classement par équipes | Coureur le plus combatif |
| ------------------ | ------------------ | ------------------ | --------------------- | ------------------------- | ---------------------------- | ------------------------------ | ---------------------- | ------------------------ |
| 1                  | Etixx-Quick Step   | Zdeněk Štybar      | Non décerné           | Non décerné               | Fernando Gaviria             | Zdeněk Štybar                  | Etixx-Quick Step       | Leopold König            |
| 2                  | Fernando Gaviria   | Fernando Gaviria   | Fernando Gaviria      | Alexis Guérin             | Fernando Gaviria             | Zdeněk Štybar                  | Etixx-Quick Step       | Josef Hošek              |
| 3                  | Leopold König      | Petr Vakoč         | Jan Bárta             | Oscar Riesebeek           | Michal Schlegel              | Petr Vakoč                     | Etixx-Quick Step       | Tomáš Bucháček           |
| 4                  | Zdeněk Štybar      | Petr Vakoč         | Zdeněk Štybar         | Oscar Riesebeek           | Michal Schlegel              | Petr Vakoč                     | Etixx-Quick Step       | Martin Hunal             |
| Classements finals | Classements finals | Petr Vakoč         | Zdeněk Štybar         | Oscar Riesebeek           | Michal Schlegel              | Petr Vakoč                     | Etixx-Quick Step       | Non décerné              |

## Liste des participants
- Liste de départ complète

| Légende                                  | Légende                                                                                                  | Légende                                | Légende                                                                                                  |
| ---------------------------------------- | --- | -------------------------------------- | --- |
| Num                                      | Dossard de départ porté par le coureur sur ce Czech Cycling Tour                                         | Pos                                    | Position finale au classement général                                                                    |
| Leader du classement général             | Indique le vainqueur du classement général                                                               | Leader du classement par points        | Indique le vainqueur du classement par points                                                            |
| Leader du classement de la montagne      | Indique le vainqueur du classement de la montagne                                                        | Leader du classement du meilleur jeune | Indique le vainqueur du classement du meilleur jeune                                                     |
| Leader du classement du meilleur Tchèque | Indique le vainqueur du classement du meilleur Tchèque                                                   |                                        | Indique un maillot de champion national ou mondial, suivi de sa spécialité                               |
| #                                        | Indique la meilleure équipe                                                                              | NP                                     | Indique un coureur qui n'a pas pris le départ d'une étape, suivi du numéro de l'étape où il s'est retiré |
| AB                                       | Indique un coureur qui n'a pas terminé une étape, suivi du numéro de l'étape où il s'est retiré          | HD                                     | Indique un coureur qui a terminé une étape hors des délais, suivi du numéro de l'étape                   |
| *                                        | Indique un coureur en lice pour le classement du meilleur jeune (coureurs nés après le 1er janvier 1993) |                                        | |

| Équipe nationale de République tchèque CZE | Équipe nationale de République tchèque CZE | Équipe nationale de République tchèque CZE |
| ------------------------------------------ | ------------------------------------------ | ------------------------------------------ |
| Num                                        | Coureur                                    | Pos                                        |
| 1                                          | Leopold König (CZE)                        | 10e                                        |
| 2                                          | Tomáš Koudela (CZE)                        | 79e                                        |
| 3                                          | Karel Hník (CZE)                           | 13e                                        |
| 4                                          | Michael Kukrle (CZE)*                      | AB-4                                       |
| 5                                          | František Sisr (CZE)*                      | AB-3                                       |
| 6                                          | Petr Hampl (CZE)*                          | 104e                                       |
| 7                                          | František Padour (CZE)                     | 100e                                       |
| Directeur sportif : Tomáš Konečný          |                                            |                                            |

| Etixx-Quick Step # EQS             | Etixx-Quick Step # EQS   | Etixx-Quick Step # EQS |
| ---------------------------------- | ------------------------ | ---------------------- |
| Num                                | Coureur                  | Pos                    |
| 11                                 | Rodrigo Contreras (COL)* | AB-4                   |
| 12                                 | Fernando Gaviria (COL)*  | 27e                    |
| 13                                 | Iljo Keisse (BEL)        | 91e                    |
| 14                                 | Pieter Serry (BEL)       | 4e                     |
| 15                                 | Zdeněk Štybar (CZE)      | 3e                     |
| 16                                 | Petr Vakoč (CZE) (Route) | 1er                    |
| 17                                 | Łukasz Wiśniowski (POL)  | AB-3                   |
| Directeur sportif : Davide Bramati |                          |                        |

| Bora-Argon 18 BOA                    | Bora-Argon 18 BOA         | Bora-Argon 18 BOA |
| ------------------------------------ | ------------------------- | ----------------- |
| Num                                  | Coureur                   | Pos               |
| 21                                   | Jan Bárta (CZE) (Clm)     | 2e                |
| 22                                   | Phil Bauhaus (GER)*       | AB-2              |
| 23                                   | Christoph Pfingsten (GER) | 89e               |
| 24                                   | Andreas Schillinger (GER) | 22e               |
| 25                                   | Daniel Schorn (AUT)       | 43e               |
| 26                                   | Scott Thwaites (GBR)      | 52e               |
| 27                                   | Gregor Mühlberger (AUT)*  | 29e               |
| Directeur sportif : Enrico Poitschke |                           |                   |

| CCC Sprandi Polkowice CCC              | CCC Sprandi Polkowice CCC          | CCC Sprandi Polkowice CCC |
| -------------------------------------- | ---------------------------------- | ------------------------- |
| Num                                    | Coureur                            | Pos                       |
| 31                                     | Piotr Brożyna (POL)*               | 81e                       |
| 32                                     | Josef Černý (CZE)*                 | 63e                       |
| 33                                     | Jan Hirt (CZE)                     | 26e                       |
| 34                                     | Bartłomiej Matysiak (POL)          | 65e                       |
| 35                                     | Nikolay Mihaylov (BUL) (Route/Clm) | 12e                       |
| 36                                     | Stefan Schumacher (GER)            | 8e                        |
| 37                                     | Sylwester Szmyd (POL)              | 76e                       |
| Directeur sportif : Sławomir Błaszczyk |                                    |                           |

| RusVelo RVL                           | RusVelo RVL                | RusVelo RVL |
| ------------------------------------- | -------------------------- | ----------- |
| Num                                   | Coureur                    | Pos         |
| 41                                    | Ivan Balykin (RUS)         | AB-4        |
| 42                                    | Igor Boev (RUS)            | 66e         |
| 43                                    | Roman Maikin (RUS)         | AB-3        |
| 44                                    | Artem Ovechkin (RUS) (Clm) | 68e         |
| 45                                    | Kirill Pozdnyakov (RUS)    | 30e         |
| 46                                    | Alexander Rybakov (RUS)    | 82e         |
| 47                                    | Andrey Solomennikov (RUS)  | AB-4        |
| Directeur sportif : Alexander Efimkin |                            |             |

| Adria Mobil ADR                    | Adria Mobil ADR       | Adria Mobil ADR |
| ---------------------------------- | --------------------- | --------------- |
| Num                                | Coureur               | Pos             |
| 51                                 | Marko Kump (SLO)      | 58e             |
| 52                                 | Kristjan Fajt (SLO)   | 19e             |
| 53                                 | Primož Roglič (SLO)   | 62e             |
| 54                                 | Klemen Štimulak (SLO) | AB-3            |
| 55                                 | Josip Rumac (CRO)*    | 88e             |
| 56                                 | Domen Novak (SLO)*    | 60e             |
| 57                                 | Radoslav Rogina (CRO) | 46e             |
| Directeur sportif : Boštjan Mervar |                       |                 |

| ActiveJet AJT                     | ActiveJet AJT              | ActiveJet AJT |
| --------------------------------- | -------------------------- | ------------- |
| Num                               | Coureur                    | Pos           |
| 61                                | Michał Podlaski (POL)      | 44e           |
| 62                                | Mario González Salas (ESP) | 87e           |
| 63                                | Łukasz Bodnar (POL)        | 83e           |
| 64                                | Paweł Franczak (POL)       | 28e           |
| 65                                | Kamil Gradek (POL)         | 45e           |
| 66                                | Paweł Bernas (POL)         | AB-3          |
| 67                                | Jesús Ezquerra (ESP)       | 32e           |
| Directeur sportif : Dariusz Bigos |                            |               |

| Amore & Vita-Selle SMP AMO           | Amore & Vita-Selle SMP AMO | Amore & Vita-Selle SMP AMO |
| ------------------------------------ | -------------------------- | -------------------------- |
| Num                                  | Coureur                    | Pos                        |
| 71                                   | Mattia Gavazzi (ITA)       | AB-3                       |
| 72                                   | Sergii Movchan (UKR)*      | 93e                        |
| 73                                   | Marco Zamparella (ITA)     | AB-3                       |
| 74                                   | Redi Halilaj (ALB) (Route) | 21e                        |
| 75                                   | Uri Martins (MEX)          | 94e                        |
| 76                                   | Rino Zampilli (ITA)        | 90e                        |
| 77                                   | Paolo Lunardon (ITA)       | AB-3                       |
| Directeur sportif : Francesco Frassi |                            |                            |

| Amplatz-BMC AMP               | Amplatz-BMC AMP         | Amplatz-BMC AMP |
| ----------------------------- | ----------------------- | --------------- |
| Num                           | Coureur                 | Pos             |
| 81                            | Andi Bajc (SLO)         | 67e             |
| 82                            | Marek Čanecký (SVK)     | AB-4            |
| 83                            | Maximilian Kuen (AUT)   | 35e             |
| 84                            | Péter Kusztor (HUN)     | 17e             |
| 85                            | Dennis Paulus (AUT)*    | 55e             |
| 86                            | Jan Tratnik (SLO) (Clm) | 40e             |
| 87                            | Dejan Bajt (SLO)        | 103e            |
| Directeur sportif : Luka Zele |                         |                 |

| AWT-Greenway AWT                | AWT-Greenway AWT                | AWT-Greenway AWT |
| ------------------------------- | ------------------------------- | ---------------- |
| Num                             | Coureur                         | Pos              |
| 91                              | Michal Schlegel (CZE)*          | 6e               |
| 92                              | Roman Lehký (CZE)*              | AB-4             |
| 93                              | Erik Baška (SVK)*               | AB-3             |
| 94                              | Alexis Guérin (FRA)             | AB-3             |
| 95                              | Przemysław Kasperkiewicz (POL)* | 59e              |
| 96                              | Jan Brockhoff (GER)*            | AB-2             |
| 97                              | Iván García (ESP)*              | 54e              |
| Directeur sportif : René Andrle |                                 |                  |

| Synergy Baku Project BCP        | Synergy Baku Project BCP        | Synergy Baku Project BCP |
| ------------------------------- | ------------------------------- | ------------------------ |
| Num                             | Coureur                         | Pos                      |
| 101                             |                                 |                          |
| 102                             | Elgün Alizada (AZE)*            | AB-3                     |
| 103                             | Maksym Averin (AZE) (Route/Clm) | AB-3                     |
| 104                             | Markus Eibegger (AUT)           | 23e                      |
| 105                             | Matej Mugerli (SLO)             | 70e                      |
| 106                             |                                 |                          |
| 107                             | Tural Isgandarov (AZE)          | 95e                      |
| Directeur sportif : Jeremy Hunt |                                 |                          |

| Jo Piels CJP                        | Jo Piels CJP             | Jo Piels CJP |
| ----------------------------------- | ------------------------ | ------------ |
| Num                                 | Coureur                  | Pos          |
| 111                                 | Jochem Hoekstra (NED)    | 7e           |
| 112                                 | Tim Rodenburg (NED)*     | 73e          |
| 113                                 | Stefan Poutsma (NED)     | 20e          |
| 114                                 | Adriaan Janssen (NED)*   | 41e          |
| 115                                 | Twan van den Brand (NED) | 25e          |
| 116                                 | Joey van Rhee (NED)      | 92e          |
| 117                                 | Gert-Jan Bosman (NED)    | 61e          |
| Directeur sportif : Sjaak van Hooft |                          |              |

| Kemo Dukla Trenčín DUK           | Kemo Dukla Trenčín DUK | Kemo Dukla Trenčín DUK |
| -------------------------------- | ---------------------- | ---------------------- |
| Num                              | Coureur                | Pos                    |
| 121                              | Martin Duben (SVK)*    | AB-2                   |
| 122                              | Matej Krajicek (SVK)*  | AB-2                   |
| 123                              | Maroš Kováč (SVK)      | 48e                    |
| 124                              | Patrik Tybor (SVK)     | AB-3                   |
| 125                              | Martin Mahďar (SVK)    | AB-2                   |
| 126                              | Andrej Strmiska (SVK)* | AB-2                   |
| 127                              | Juraj Lajcha (SVK)*    | 102e                   |
| Directeur sportif : Michal Kunic |                        |                        |

| GM GMC                                     | GM GMC                    | GM GMC |
| ------------------------------------------ | ------------------------- | ------ |
| Num                                        | Coureur                   | Pos    |
| 131                                        | Filippo Fortin (ITA)      | AB-4   |
| 132                                        | Marco D'Urbano (ITA)      | 24e    |
| 133                                        | Sebastian Stamegna (ITA)  | AB-4   |
| 134                                        | Gianfranco Visconti (ITA) | 99e    |
| 135                                        | Andrea Ruscetta (ITA)     | 72e    |
| 136                                        | Daniele Cavasin (ITA)     | 56e    |
| 137                                        | Manuel Ciucci (ITA)*      | 38e    |
| Directeur sportif : Alessandro Spezialetti |                           |        |

| Leopard Development LDT          | Leopard Development LDT  | Leopard Development LDT |
| -------------------------------- | ------------------------ | ----------------------- |
| Num                              | Coureur                  | Pos                     |
| 141                              | Kristian Haugaard (DEN)  | AB-2                    |
| 142                              | Marco König (GER)*       | AB-2                    |
| 143                              |                          |                         |
| 144                              | Patrick Olesen (DEN)*    | 69e                     |
| 145                              | Matthias Plarre (GER)    | AB-2                    |
| 146                              | Laurent Vanden Bak (BEL) | 96e                     |
| 147                              | Tom Wirtgen (LUX)*       | AB-3                    |
| Directeur sportif : Tom Flammang |                          |                         |

| Metec-TKH-Mantel MET              | Metec-TKH-Mantel MET     | Metec-TKH-Mantel MET |
| --------------------------------- | ------------------------ | -------------------- |
| Num                               | Coureur                  | Pos                  |
| 151                               | Tijmen Eising (NED)      | AB-2                 |
| 152                               | Jarno Gmelich (NED)      | 33e                  |
| 153                               | Dries Hollanders (BEL)   | 71e                  |
| 154                               | Jasper Hamelink (NED)    | 74e                  |
| 155                               | Sjoerd Kouwenhoven (NED) | 51e                  |
| 156                               | Stef Krul (NED)*         | 36e                  |
| 157                               | Oscar Riesebeek (NED)    | 53e                  |
| Directeur sportif : Allard Engels |                          |                      |

| Felbermayr Simplon Wels RWS       | Felbermayr Simplon Wels RWS | Felbermayr Simplon Wels RWS |
| --------------------------------- | --------------------------- | --------------------------- |
| Num                               | Coureur                     | Pos                         |
| 161                               | Stephan Rabitsch (AUT)      | 18e                         |
| 162                               | Jure Golčer (SLO)           | AB-4                        |
| 163                               | Lukas Grünwalder (AUT)      | AB-3                        |
| 164                               | Matthias Krizek (AUT)       | 34e                         |
| 165                               | Matija Kvasina (CRO) (Clm)  | 9e                          |
| 166                               | Matej Marin (SLO)           | 49e                         |
| 167                               | Daniel Biedermann (AUT)*    | AB-2                        |
| Directeur sportif : Harald Wisiak |                             |                             |

| Stölting STG                    | Stölting STG          | Stölting STG |
| ------------------------------- | --------------------- | ------------ |
| Num                             | Coureur               | Pos          |
| 171                             | Thomas Koep (GER)     | AB-2         |
| 172                             | James Early (NZL)     | 80e          |
| 173                             | Lennard Kämna (GER)*  | 42e          |
| 174                             | Arne Egner (GER)*     | AB-2         |
| 175                             | Nako Georgiev (BUL)*  | 101e         |
| 176                             | Manuel Porzner (GER)* | NP-3         |
| 177                             | Nils Politt (GER)*    | 57e          |
| Directeur sportif : Jochen Hahn |                       |              |

| ColoQuick TCQ                           | ColoQuick TCQ                | ColoQuick TCQ |
| --------------------------------------- | ---------------------------- | ------------- |
| Num                                     | Coureur                      | Pos           |
| 181                                     | Jacob Gye Madsen (DEN)       | AB-2          |
| 182                                     | Christian Nyvang Lund (DEN)* | AB-3          |
| 183                                     | Rune Almindsø (DEN)*         | AB-2          |
| 184                                     | Christian Jørgensen (DEN)    | AB-3          |
| 185                                     | Jimmi Sørensen (DEN)         | AB-3          |
| 186                                     | Aske Vorre (DEN)*            | 86e           |
| 187                                     | Mads Corell (DEN)*           | AB-2          |
| Directeur sportif : Ricky Enø Jørgensen |                              |               |

| Itera-Katusha TIK                      | Itera-Katusha TIK         | Itera-Katusha TIK |
| -------------------------------------- | ------------------------- | ----------------- |
| Num                                    | Coureur                   | Pos               |
| 191                                    | Sergey Pomoshnikov (RUS)  | 14e               |
| 192                                    | Denis Zhujkov (RUS)*      | AB-3              |
| 193                                    | Maxim Pokidov (RUS)       | AB-3              |
| 194                                    | Sergei Rozin (RUS)*       | AB-2              |
| 195                                    | Anton Samokhvalov (RUS)   | 15e               |
| 196                                    | Dimitry Samokhvalov (RUS) | NP-4              |
| 197                                    | Sergey Belykh (RUS)       | 39e               |
| Directeur sportif : Vladimir Likhachev |                           |                   |

| Unieuro Wilier UNI               | Unieuro Wilier UNI       | Unieuro Wilier UNI |
| -------------------------------- | ------------------------ | ------------------ |
| Num                              | Coureur                  | Pos                |
| 201                              | Davide Ballerini (ITA)*  | AB-4               |
| 202                              | Fabio Chinello (ITA)     | 84e                |
| 203                              | Mattia Frapporti (ITA)*  | AB-4               |
| 204                              | Lucas Gaday (ARG)*       | 78e                |
| 205                              | Rino Gasparrini (ITA)    | 97e                |
| 206                              | Davide Plebani (ITA)*    | AB-3               |
| 207                              | Giovanni Pedretti (ITA)* | 85e                |
| Directeur sportif : Marco Milesi |                          |                    |

| Vorarlberg VBG                    | Vorarlberg VBG           | Vorarlberg VBG |
| --------------------------------- | ------------------------ | -------------- |
| Num                               | Coureur                  | Pos            |
| 211                               | Nicolas Baldo (FRA)      | 37e            |
| 212                               | Víctor de la Parte (ESP) | 11e            |
| 213                               | Grischa Janorschke (GER) | 75e            |
| 214                               | Michael Kucher (AUT)*    | 98e            |
| 215                               | Manuel Schreiber (AUT)   | AB-4           |
| 216                               | Daniel Paulus (AUT)*     | 64e            |
| 217                               | Nicolas Winter (SUI)     | 50e            |
| Directeur sportif : Werner Salmen |                          |                |

| Whirlpool-Author WHI             | Whirlpool-Author WHI  | Whirlpool-Author WHI |
| -------------------------------- | --------------------- | -------------------- |
| Num                              | Coureur               | Pos                  |
| 221                              | Paweł Cieślik (POL)   | 5e                   |
| 222                              | Tomáš Bucháček (CZE)  | 31e                  |
| 223                              | Martin Hunal (CZE)    | 47e                  |
| 224                              | Josef Hošek (CZE)     | 77e                  |
| 225                              | Pavel Camrda (CZE)*   | AB-3                 |
| 226                              | Jiří Polnický (CZE)   | 16e                  |
| 227                              | Alois Kaňkovský (CZE) | AB-4                 |
| Directeur sportif : Otakar Fiala |                       |                      |